# Hemidromodes hessa
Hemidromodes hessa là một loài bướm đêm trong họ Geometridae.